# Michel Zévaco
Pour les articles homonymes, voir Zévaco (homonymie).
Michel Zévaco (Ajaccio, 1er février 1860 – Eaubonne, 8 août 1918), est un journaliste anarchiste et écrivain français, auteur de romans populaires, notamment de la série de cape et d'épée Les Pardaillan.

## Biographie

### 1860-1886: jeunesse et formation
Né en Corse, Michel Zévaco passe son adolescence en internat au lycée Saint-Louis et obtient son baccalauréat en 1878. Après une courte expérience de professeur à 20 ans, il entre dans l'armée où il reste quatre ans comme sous-lieutenant de dragons. Libéré de toute obligation militaire en juillet 1886, il s’installe à Paris.

### 1886-1900: le journaliste engagé

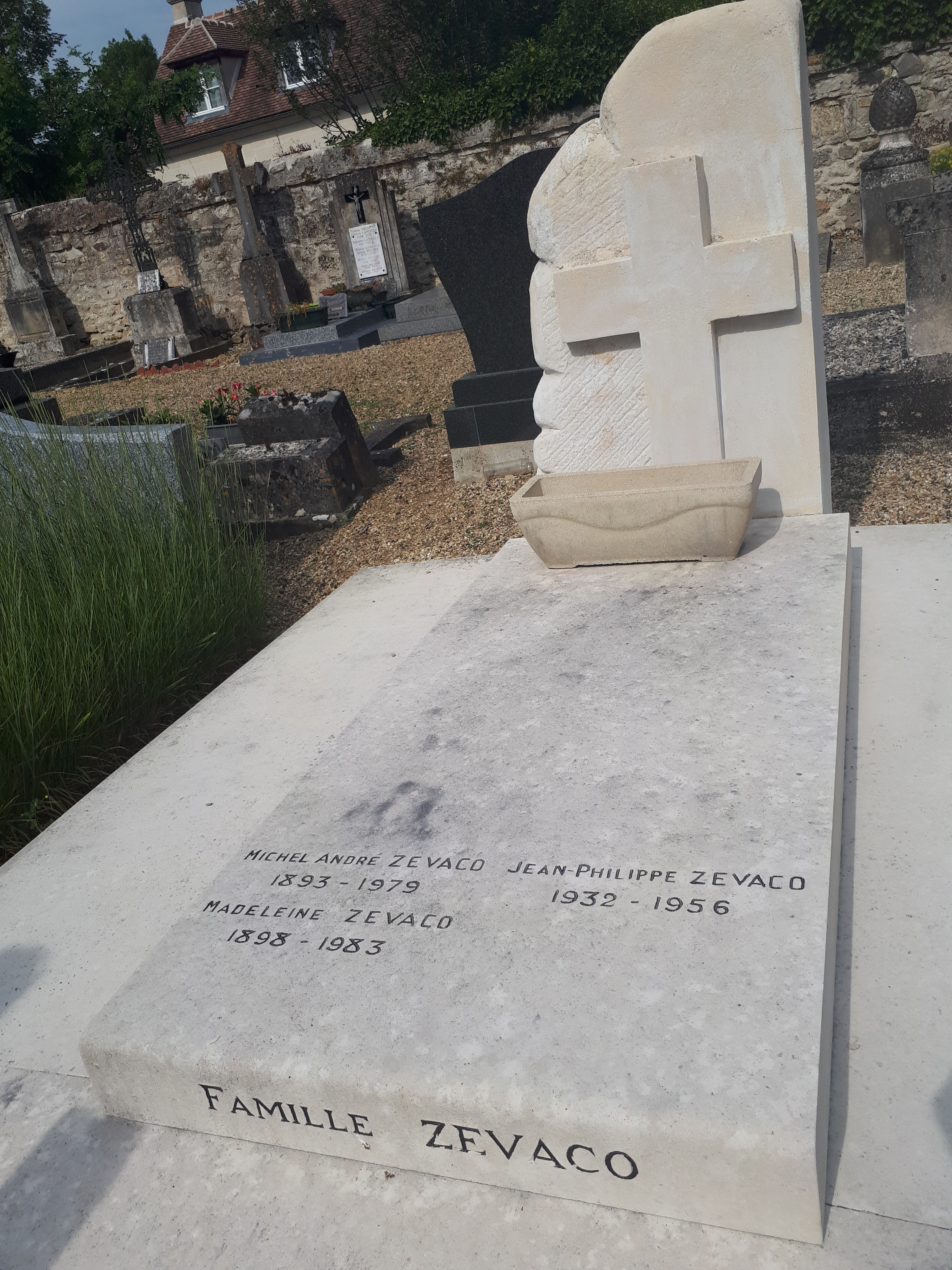
Tombe du dessinateur et décorateur Michel André Zévaco (1893-1979), fils de Michel Zévaco, de son épouse Madeleine (1898-1983) et du petit-fils de l'écrivain, Jean-Philippe (1932-1956) dans le cimetière de Saint-Jean-aux-Bois (Oise).

Attiré par les lettres et la politique, Michel Zévaco devient journaliste, puis secrétaire de rédaction à L'Égalité que dirige alors le socialiste révolutionnaire Jules Roques.
Il se présente aux élections législatives de 1889 et mène une campagne « anti-cadettiste, anti-possibiliste et anti-boulangiste ». C'est-à-dire opposée à la fois à la franc-maçonnerie (le siège du Grand Orient de France est rue Cadet, à Paris 9e), au parti socialiste dit « possibiliste » dirigé par Paul Brousse, et aux partisans du général Boulanger. À cette époque, il rencontre Louise Michel, Aristide Bruant, Séverine, Sébastien Faure, Émile Pouget, Charles Malato, Emmanuel Chauvière, etc.
Michel Zévaco tâtera à plusieurs reprises de la prison politique à Sainte-Pélagie. Par exemple, il est condamné à quatre mois de détention en avril 1890 pour « provocation au meurtre » en raison d'un éditorial visant le ministre de l'Intérieur Ernest Constans. Libéré fin août, il est à nouveau arrêté, toujours pour « provocation au meurtre », à la suite d'un éditorial de L’Égalité où il incitait les soldats à faire justice eux-mêmes auprès de leurs officiers. Il est également condamné le 6 octobre 1892 par la cour d'assises de la Seine pour avoir déclaré dans une réunion publique à Paris : « Les bourgeois nous tuent par la faim ; volons, tuons, dynamitons, tous les moyens sont bons pour nous débarrasser de cette pourriture. »

Durant l'un de ses séjours en prison, en 1891, il rencontre le marquis de Morès. Ce boulangiste, devenu l'un des leaders de la Ligue antisémitique, nourrit l'idée de cofonder un journal associant anarchistes et antisémites. Zévaco en serait une des plumes, avec les anarchistes Constant Martin, Émile Pouget et Charles Malato. Cette offre est repoussée avec dégoût par les intéressés. Une fois sorti, Zévaco garde contact avec Morès avec qui il entretient des relations amicales. Après qu'un journal l'ait présenté comme le « principal lieutenant de Morès », il réponds à un journaliste lors d'une interview : 
« Ces insinuations ne me surprennent pas. On trouve moyen de compromettre à la fois l’anarchie et l'antisémitisme ; l’anarchie en l’affiliant à un mouvement blâmable, en ce qu’il soulève les vieilles questions de race et de religion, tandis que l’anarchie n’admet aucune distinction de ce genre (…) Quant à moi, personnellement, et sans que cela puisse engager en rien aucun de mes camarades, j’ai la plus sincère affection pour Morès, que j’ai connu à Sainte-Pélagie, qui est venu me voir souvent à L'Egalité, et que, de mon côté, je vais voir le plus souvent possible chez lui. C’est le meilleur des hommes — toujours prêt à rendre service à tout le monde, loyal, incapable d’une mauvaise action ou d’une méchante pensée (…) Mais, je vous prie, en quoi cela peut-il mêler le mouvement antisémite au mouvement anarchiste ? L’anarchie ne reconnaît aucune distinction de races et d'admet aucune religion. L’anarchie brise les barrières sanglantes que les gouvernements ont élevées entre les peuples sous le nom de frontières. Et puis enfin, en admettant — ce qui n’est pas, ce qui ne saurait être — que je sois, moi Zévaco, un lieutenant de Morès, en quoi cela engagerait-il les anarchistes ? Il faut bien peu nous connaître, nous, indépendants par dessus tout, pour en arriver à soutenir de pareilles sornettes. »
Par la suite, il assistera un certaines réunions au cours desquelles il affrontera les antisémites en débats contradictoires.
En 1898, lors de l'affaire Dreyfus, à la suite de Bernard Lazare, Zévaco s'engage dans la cause dreyfusarde, dénonçant dans l'une de ses dernières publications politiques « le complot des jésuites » contre Dreyfus et les juifs. En 1899, il fonde une feuille hebdomadaire Les Hommes de la Révolution, consacrée à des biographies de personnages politiques. Il publie 7 numéros avant de cesser en 1900.

### 1900-1914: le feuilletoniste
En 1900, Michel Zévaco abandonne le journalisme politique pour se consacrer à l'écriture de romans-feuilletons. Il débute dans  cette nouvelle carrière avec le roman feuilleton Borgia !, publié dans le journal de Jean Jaurès La Petite République socialiste. Il transpose, sans la plagier, l'histoire du comte de Monte-Cristo dans la Venise des doges du début du XVIe siècle -entre 1509 et 1518- avec Le Pont des Soupirs et Les Amants de Venise. Roland Candiano, le héros évadé du Pont des Soupirs après six ans de détention (et non de quatorze comme dans le comte de Monte-Cristo), assumait sa vengeance sous sa propre identité et gagnait son combat sans fortune ni trésor, mais grâce à l'aide active d'un codétenu évadé avec lui Scalabrino, à sa popularité à Venise et à la protection secrète du père de son ancienne fiancée Léonore Dandolo. Laquelle réalisa un mariage blanc avec le rival envieux, Altieri, sans lui faire d'enfant. Les deux ouvrages sont par ailleurs marqués par l'anticléricalisme des années 1900. Ainsi l'autre dénonciateur envieux de Roland, Bembo, inspiré d'un homme d'église homonyme, était un religieux haineux et satyrique, très éloigné de l'abbé Faria, et qui poussait de par une tentative de viol au suicide une jeune fille, Bianca. Zevaco introduisait par ailleurs un personnage historique sans équivalent dans l'œuvre de Dumas : l'écrivain, Pierre l'Arétin. Seul grand point commun avec le comte de Monte-Cristo, le suicide final d'Altieri, le Fernand Mondégo des deux romans de Zévaco. Après le succès de ces deux feuilletons, Michel Zévaco crée pour le même journal le personnage du chevalier Jean de Pardaillan.
En 1905, Michel Zévaco passe au journal Le Matin, dont il devient le feuilletoniste attitré avec Gaston Leroux. Entre 1905 et 1918, Le Matin publie  neuf feuilletons dont Le Capitan et la série des Pardaillan, lus avec passion par Jean-Paul Sartre enfant qui y percevait « le roman de cape et d'épée républicain ». L'un d'entre eux, L'Héroïne, féminise ce républicanisme en introduisant une jeune bretteuse, Annaïs de Lespars, née dix-huit ans plus tôt du viol de sa mère par Henri IV. Annaïs était déterminée à se venger en 1626 de son ancien complice le cardinal de Richelieu qui venait de faire assassiner sa mère quand celle-ci menaça de révéler l'agression sexuelle. Ces feuilletons sont édités en parallèle par Fayard dans sa collection Le livre populaire. Il n'oublia peut-être pas complètement le journalisme. Son nom figure dans les encadrés listant les collaborateurs littéraires des anciennes unes de L'Humanité.

### Dernières années
Durant la Première Guerre mondiale, Michel Zévaco quitte Pierrefonds où il vivait depuis la fin du siècle pour s'installer à l'abri à Eaubonne, dans le Val-d'Oise. C'est dans cette ville qu'il meurt le 8 août 1918 et que son enterrement a lieu deux jours plus tard, « avec le convoi des pauvres, sans fleurs ni couronnes » selon ses volontés, dans l'ancien cimetière (5e division).
Il est l'oncle du peintre Xavier Zevaco.

## Œuvres — Premières publications en volumes
Cycle Les Pardaillan
- Livre I : Les Pardaillan (1907 — Librairie Arthème Fayard, Le Livre populaire, no 23)
- Livre II : L’Épopée d’Amour (1907 — Librairie Arthème Fayard, Le Livre populaire, no 24) — Suite du précédent
- Livre III : La Fausta (1908 — Librairie Arthème Fayard, Le Livre populaire, no 36)
- Livre IV : Fausta vaincue (1908 — Librairie Arthème Fayard, Le Livre populaire, no 37) — Suite du précédent
- Livre V : Pardaillan et Fausta (1913 — Librairie Arthème Fayard, Le Livre populaire, no 102)
- Livre VI : Les Amours du Chico (1913 — Librairie Arthème Fayard, Le Livre populaire, no 103) — Suite du précédent
- Livre VII et VIII : Le Fils de Pardaillan (1916 — Tallandier, Le Livre national, Les romans héroïques, no 90 — et no 90 bis pour l'édition 1925) — Le livre VIII a été publié, à partir de 1942, sous le titre Le Trésor de Fausta
- Livre IX : La Fin de Pardaillan (1926 — Tallandier, Le Livre national, no 551) — Posthume
- Livre X : La Fin de Fausta (1926 — Tallandier, Le Livre national, no 552) — Posthume, suite et fin du précédent

Autres œuvres
- Borgia ! (1906 — Librairie Arthème Fayard, Le Livre populaire, no 16)
- Le Capitan (1907 — Librairie Arthème Fayard, Le Livre populaire, no 31)
- Nostradamus, illustré par Alfredo Vaccari (1909 — Fayard, Le Livre populaire, no 45)

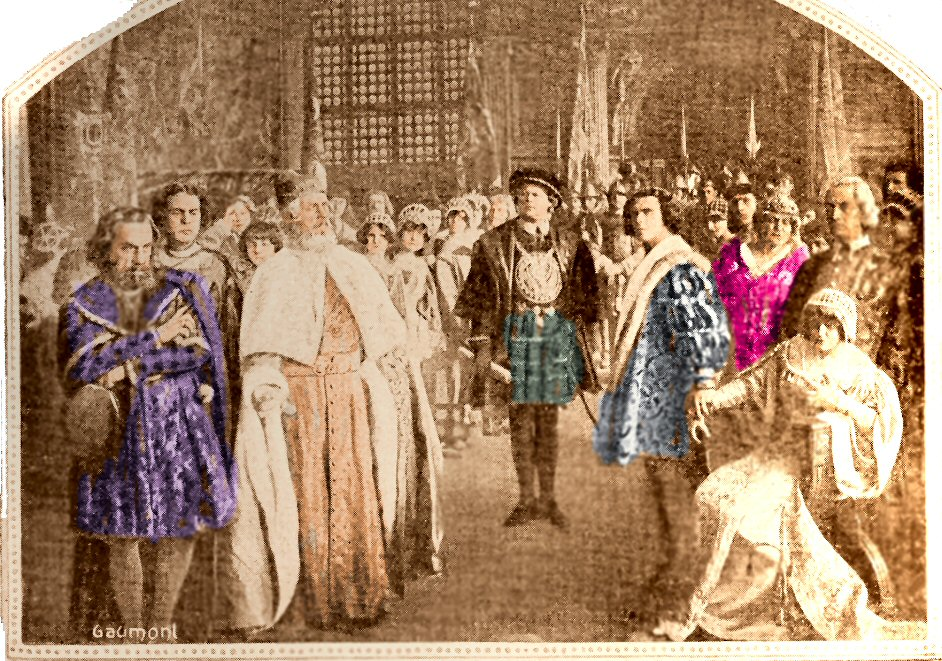
Le Pont des soupirs, film de 1921, d’après l'œuvre de Michel Zévaco.

- Le Pont des soupirs — tome I et Les Amants de Venise — tome II (1909 — Librairie Arthème Fayard, Le Livre populaire, no 49 et 50) - voir aussi adaptation : Les Amants de Venise
- L'Héroïne (1910 — Fayard, Le Livre populaire, no 57)
- Triboulet — tome I et La Cour des Miracles — tome II (1910 — Librairie Arthème Fayard, Le Livre populaire, no 61 et 62)
- L'Hôtel Saint-Pol — tome I et Jean Sans Peur — tome II (1911 — Librairie Arthème Fayard, Le Livre populaire, no 72 et 73)
- La Marquise de Pompadour — tome I et Le Rival du Roi — tome II (1912 — Librairie Arthème Fayard, Le Livre populaire, no 83 et 84)
- Buridan, Le Héros de la Tour de Nesle — tome I et La Reine sanglante, Marguerite de Bourgogne — tome II (1913—1914 (déc, janv) — Tallandier, Le Livre national, Les romans héroïques, no 82 et 83)
- Don Juan — tome I et Le Roi amoureux — tome II (1916 — Tallandier, Le Livre national, no 102 et 103)
- La Reine Isabeau — tome I et Le Pont de Montereau — tome II (1918 — Tallandier, Le Livre national, no 148 et 149)
- Le Pré aux Clercs — tome I et Fiorinda la Belle — tome II (1920 — Tallandier, Le Livre national, no 186 et 187) — Posthume
- La Reine d'Argot — tome I et Primerose — tome II (1922 — Tallandier, Le Livre national, no 325 et 326) — Posthume
- La Grande Aventure — tome I et La Dame en blanc, La Dame en noir — tome II (1926 — Tallandier, Le Livre national, no 349 et 350) — Posthume
- Fleurs de Paris (1921 — Tallandier, Librairie Populaire et moderne, Roman d’amour et de passion inédit — 30 fascicules) — Posthume
- Marie-Rose, la Mignon du Nord (Tallandier)
- Déchéance (1935 — Tallandier, Le Livre national, no 972) — Posthume
- Le Chevalier de La Barre : roman, Paris, Éditions Libretto et Éditions Phébus, avril 2008 (1re éd. 1899), 560 p. (ISBN 978-2-7529-0324-2, présentation en ligne)